# Clint Eastwood (låt)
Clint Eastwood är en låt av det brittiska virtuella bandet Gorillaz, från deras debutalbum Gorillaz, och släpptes som singel 2001. Låten, som är ett samarbete med den amerikanska rapparen Del tha Funkee Homosapien, är bandet Gorillaz första singel.
Anledningen till att låten heter Clint Eastwood är att ett ovanligt instrument som spelas i bakgrunden är samma instrument som spelas i Eastwoods film För en handfull dollar.